# Motivación intrínseca
Motivación intrínseca se refiere a la realización de  acciones por la mera satisfacción de hacerlas sin necesidad de ningún incentivo externo, como en el caso de un hobby.
Si bien popularmente se piensa que los dos tipos de motivación (intrínseca y extrínseca) son aditivos, y podrían ser combinados para producir un nivel máximo de motivación, hay estudios que muestran que agregar una recompensa reduce la motivación si la persona ya estaba motivada intrínsecamente (MIT 2017). De hecho, la motivación extrínseca puede ser útil para iniciar una actividad, pero esta puede ser después mantenida mediante los motivadores intrínsecos de esta.
Algunos autores distinguen entre dos tipos de motivación intrínseca: uno basado en el disfrute y el otro en la obligación. En este contexto, la obligación se refiere a la motivación basada en lo que un individuo piensa que debería ser hecho. Por ejemplo, un sentimiento de responsabilidad por una misión puede conducir a ayudar a otros más allá de lo que es fácilmente observable, recompensado, o divertido. Evidentemente, se refiere aquí a la obligación de autoexigencia, ya que la obligación por parte de terceros sería un motivante extrínseco.
La motivación intrínseca se ha estudiado intensamente por los psicólogos educativos desde 1972, y numerosos estudios han encontrado que está asociada con altos logros educativos y disfrute de estudiantes.
Actualmente no hay una 'teoría unificada magistral' para explicar el origen o los elementos de la motivación intrínseca. La mayoría de las explicaciones combinan elementos del trabajo de Bernard Weiner sobre la 'teoría de la atribución', el trabajo de Bandura en 'autoeficacia' y otros estudios concernientes al 'lugar del control' y 'la teoría de la meta'. Así se piensa que los estudiantes están más predispuestos a experimentar la motivación intrínseca si ellos:
- Atribuyen sus resultados educativos a los factores internos que pueden controlar (ej. la cantidad de esfuerzo que invirtieron, no una “habilidad o capacidad determinada”).
- Creer que pueden ser agentes eficaces en la consecución de las metas que desean alcanzar (ej. los resultados no son determinados por el azar.)
- Están motivados hacia un conocimiento magistral de un asunto, en vez de un aprendizaje maquinal que puede servir para aprobar.

Nótese que la idea de la recompensa por el logro está ausente de este modelo de la motivación intrínseca, puesto que las recompensas son un factor extrínseco.
En comunidades y organizaciones que comparten el conocimiento, los individuos que las integran citan a menudo razones altruistas de su participación, incluyendo entre ellas el contribuir para un bien común, una obligación moral hacia el grupo, una labor educativa o un 'devolver a la sociedad'.
Este modelo de la motivación intrínseca ha emergido a partir de tres décadas de la investigación por centenares de educadores y todavía se está desarrollando.
La motivación extrínseca proviene del exterior. Es el tipo de motivación que nos lleva a hacer algo que no queremos mucho pero sabemos que al final habrá una recompensa. Se trata de actividades que se hacen para lograr una meta en particular como estudiar mucho en la universidad no por el gusto de estudiar, sino para obtener un título, o realizar un trabajo aburrido por obtener la paga. Las labores de limpieza diarias se realizan por vivir en un lugar placentero y no porque el gusto de limpiar en sí mismo.
A veces las personas piensan que la motivación extrínseca es superficial o vacía, pero puede ser una fuerza muy poderosa. La mayoría de las cosas difíciles se vuelven más tolerables cuando tenemos algo que obtener al final.
Con la motivación extrínseca encontraremos que: 
- resulta más difícil concentrarse;
- se está tentado de retrasar la tarea;
- se quiere completar la tarea con un grado de calidad suficiente para obtener la recompensa, pero no importa que sea perfecta o alcance la excelencia;
- se va a estar mucho más negado a hacerla si no hay recompensa.

La motivación extrínseca es más fácil de crear que la motivación intrínseca. Si tenemos una lista de tareas pendientes, que no nos interesan en lo más mínimo, se podrían encontrar las siguientes motivaciones extrínsecas: 
- prometerse alguna recompensa al final (una galletita, un nuevo DVD, o alguna otra cosa «para mí»);
- enfocarse en la meta y no en el proceso (el resultado terminado);
- encontrar alguna forma de que la tarea terminada brinde reconocimiento público (es más fácil decirlo que hacerlo: podría ser unirse a alguna organización que se enfoque en esa área en particular).

## Motivación de los empleados
Tradicionalmente, la motivación extrínseca se ha utilizado para motivar a empleados: 
- Recompensas tangibles tales como pagos, promociones (o castigos).
- Recompensas intangibles tales como la alabanza o el elogio en público.

Con la transición de economías de 'cadenas de producción' a 'prestación de servicios' la importancia de la motivación extrínseca radica en:
- Cuanto más se distancian los trabajos de ser los típicos de una línea de montaje, más difícil se hace medir la productividad individual.
- En tanto que la motivación intrínseca no se basa en incentivos económicos, es barata en términos monetarios pero cara en tanto que las recompensas inherentes de la actividad deben ser internalizadas antes de que puedan ser experimentadas como una motivación intrínseca.

Sin embargo, la motivación intrínseca es adecuada para la motivación de los trabajadores. Entre los problemas se incluye:
- Para muchas actividades con viabilidad económica puede ser imposible encontrar suficientes individuos motivados intrínsecamente.
- Incluso los empleados con motivación intrínseca necesitan comer. Otras formas de compensación se hacen necesarias.
- La motivación intrínseca es fácilmente destruida. Por ejemplo, una motivación extrínseca adicional tiene un impacto negativo en la motivación intrínseca en muchos casos. El percibir un reparto externo de incentivos injusto lo agrava la situación.

En realidad, no son motivantes excluyentes, ya que una misma actividad puede llevarse a cabo con la combinación de diversas motivaciones, entre ellas distintas extrínsecas (ej.: dinero) e intrínsecas (ej.: satisfacción).

## Modos de motivación télicos y paratélicos
Los estudios de la motivación del psicólogo Michael J. Apter le condujeron a describir lo que él llamó el telic (del griego telos o meta) y los modos, o estados de motivación paratélicos. En el estado télico, un individuo está motivado por una meta u objetivo concreto, por ejemplo la remuneración por el trabajo hecho. En el modo paratélico, el individuo está motivado en primera instancia por la actividad en sí misma como motivación intrínseca.

## La motivación como parte esencial del aprendizaje de una lengua
La motivación también se ha dado en diferentes campos de la educación de los que son de vital importancia el aprendizaje de un nuevo idioma y que trataremos en el siguiente apartado.

### Interacciones en el aprendizaje del inglés como lengua extranjera[1]

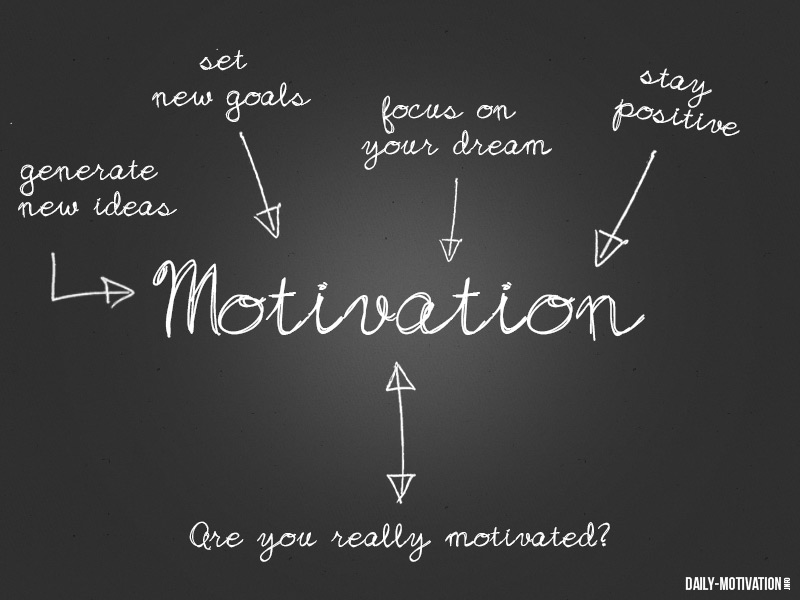
Motivación para aprender.

La importancia del lenguaje en diferentes situaciones significativas, caracterizan el panorama didáctico de las lenguas en los años setenta; se reivindica la importancia de la interacción a la hora de adquirir el proceso de aprendizaje de una nueva lengua. Esta interacción es clasificada en dos grupos la social y/o contextual, y afectivo. La interacción en el aula es esencial, y puede presentar varias características como la conversación informal, y otras que pueden ser en parte observables en la misma aula.
Entre las características en las que se quiere enfatizar se encuentran la socialización, y la motivación como factores clave en la interacción afectiva del individuo.
Curran (1972) afirma la importancia tanto de factores afectivos como cognitivos en el aprendizaje de lenguas, si hay tensión es desfavorable la adquisición de una lengua. Para remediarlo recomienda el método de “sugestopedia” como método para liberar el estrés y utilizar todo el potencial de la mente y la concentración.
Moskowitz (1978) también pone de manifiesto su acuerdo con la relación entre una atmósfera libre de tensión y el aprendizaje, sugiriendo además que es necesario proporcionar al aprendiz una estabilidad emotiva. Sin embargo, Slimani (1987) demuestra lo contrario, considerar la interacción como efectiva no es garantía con el solo hecho de medir la cantidad la cantidad de intercambios conversacionales.

#### Socialización
Por lo que respecta a la socialización, no parece existir un consenso físico sobre su efecto en el aprendizaje de una lengua. La influencia de la extroversión/introversión también se ha relacionado como una habilidad social más presente en algunos sujetos (extrovertidos) que (introvertidos).

#### Motivación
La motivación es considerada como un factor afectivo y una actitud hacia la lengua. Se clasifica entre motivación integral y motivación instrumental. La primera se identifica con una actitud positiva hacia la lengua, la segunda con aspectos más funcionales (obtener trabajo, pasar un examen, etcétera.).
Gardner, 1968 en su modelo sociocultural distingue los dos tipos de motivación y comprueba que la motivación integral conlleva mayor éxito en el aprendizaje de lenguas. Además supone que también está la identificación con la cultura de la lengua anglosajona como otro factor de culturalización
Aun así todavía hay otro factor que compete a la elección de los estudiantes a participar, o no, en la conversación, desde el punto de vista psicológico.
Según Keller (1983): Motivation refers to the choices people make as to what experiences or goals they will approach or avoid, and the degree of effort they will exert in that respect”.
La interacción es posible mediante la planificación de tareas que sean de gran interés para el estudiante, al favorecer un clima afectivo al mismo tiempo una socialización que posibilita la participación verbal de los estudiantes, sin estar sometidos a la ansiedad generada por la presión de una participación activa. Si los estudiantes eligen las tareas con que se sientan más cómodos, causan un mayor entusiasmo y motivación en todo el grupo, especialmente los debates. La nueva visión que se plantea es basarse en una concepción de interacción nueva, la razón no es eliminar la figura del profesor, sino reducir su protagonismo en el cumplimiento de los objetivos y tareas en el proceso comunicativo, considerando la participación activa como la receptiva.